# Gmach Centrum Kultury i Sztuki w Kaliszu
Gmach Centrum Kultury i Sztuki w Kaliszu – gmach klasycystyczny, w którym swoją siedzibę ma Centrum Kultury i Sztuki w Kaliszu. 

## Historia
Gmach klasycystyczny, w którym znajduje się Centrum Kultury i Sztuki w Kaliszu, zaprojektował Franciszek Reinstein, a ukończono go w 1825 roku. Powstał on na użytek kaliskiego Korpusu Kadetów, elitarnej szkoły wojskowej dla dzieci szlacheckich, którą utworzyły w mieście pod koniec XVIII wieku władze pruskie(Kalisz w latach 1793 - 1807 znajdował się w zaborze pruskim, dopiero od 1815 roku miasto znalazło się w granicach Imperium Rosyjskiego). Przy obecnej ul. Łaziennej znajdowała się kaplica i sale musztry dla kadetów. Budynek, a właściwie jego rycina, pojawił się w pierwszym kaliskim albumie zabytków sztuki, autorstwa Edwarda Staweckiego. Rycinę na potrzebę publikacji wykonał Stanisław Barcikowski. Po rozwiązaniu Korpusu Kadetów w 1832 roku budynek służył celom religijnym (kaplica grecko-rosyjska pw. św. Jerzego), a w dawnych salach musztry organizowano bale, koncerty i przedstawienia teatralne. Po odzyskaniu niepodległości gmach przejęło polskie wojsko, a dokładniej 29 Pułk Strzelców Kaniowskich. Kaplicę zaadaptowano na salę widowiskową oraz oficerskie kasyno, nadal organizowano koncerty. Finalnie wojsko opuściło budynek w 1956 roku, a osiem lat później w gmachu utworzono Kaliski Dom Kultury. W 1975 roku, gdy powołano województwo kaliskie, placówkę przemianowano na Wojewódzki Dom Kultury. Od 1989 roku instytucja nosi nazwę Centrum Kultury i Sztuki w Kaliszu. W czasie remontu w 2022 roku pod siedmioma warstwami tynku odkryto historyczne polichromie. Władze CKiS-u, po konsultacji z konserwatorem zabytków, podjęły decyzję o renowacji starszej wersji polichromii i dalszego odtworzenia jej.